# МайжеКолір
МайжеКолір — український рок-гурт, заснований 2005 році. Стиль «МайжеКолір» зазвичай визначають як фанк.

## Історія
Гурт «Майжеколір» «народився» у жовтні 2005 року, коли майбутній фармацевт Мишко та інженер Володимир, залишивши гурт «Серце», вирішили «зробити щось нове». Тексти майбутніх хітів, таких як «Десь високо», «Чекаю» та інших були написані студенткою медичного університету, Крістіною Карєвою.
Шукати вокалістку хлопці пішли до місцевої «кузні талантів» — вокальної студії Володимира Артем'єва. Перший постріл був влучним: Анна співає у гурті впродовж всього його існування. Гітарист і бас-гітарист «знайшлися» самі собою, проте через два роки вирішили, що музика — не їхня справа життя. На вакантні місця прийшли Дмитро та Сергій. Середню музичну освіту мають усі учасники гурту: Володимир та Анна закінчили музичну школу за класом фортепіано, Сергій — за класом гітари, Дмитро — бас-гітари, Мишко — ударні.
Серед кількох напівофіційних версій виникнення назви гурту домінує така: від початку обрали дещо провокативну — «Майже голі». Але пізніше вирішили, що вона поки що трохи епатажна як для місцевої публіки. Тому зупинилися на фантазійному новотворі, який «народився» за допомогою асонансу та алітерації — «Майжеколір».
Вперше гурт заявив про себе у 2006-му, коли виграв відбірковий тур фестивалю «Червона рута» у Запоріжжі та поїхав представляти свою область у столицю. Двічі пісні гурту виходили у музичних збірках «Євшанзілля».
По-справжньому врожайним для гурту став 2008 рік. На День молоді команда була запрошена на концерт до міста Кременчук, де виступала із гуртами: «Мотор'ролла» та «Mad Heads XL». У липні «Майжеколір» став переможцем у номінації «Відкриття року» на фестивалі «Перлини сезону». В жовтні гурт зробив дубль, вдруге ставши переможцем відбіркового туру фестивалю «Червона рута-2009».
Наразі під патронатом ФДР Радіоцентру у всеукраїнський радіопростір на початку лютого 2009 року вийшла пісня гурту «Десь високо».

## Здобутки гурту
- участь у фестивалі «Рок-вулик-2005» (м. Запоріжжя);
- участь у фестивалі «Рок-юг 2005» (м. Миколаїв);
- участь у фестивалях «Запоріг 2006—2008» (м. Запоріжжя);
- участь у фестивалі «Рок энд ролл Таврический-2006» (м. Дніпропетровськ);
- участь у фестивалі «Тарас Бульба-2006» (м. Київ);
- участь у фестивалі «Мазепа-фест-2007» (м. Полтава);
- переможці обласного відбіркового туру фестивалю «Червона рута-2007» (м. Запоріжжя);
- учасники презентації музичної збірки «Євшанзілля-2» 2007 (Харків);
- гості відкриття Харківської музичної ліги «Хміль-2008» (Харків);
- переможці у номінації «Відкриття року» фестивалю «Перлини сезону-2008» (м. Запоріжжя);
- гості заходу до Дня молоді м. Кременчук (2008);
- переможці обласного відбіркового туру (м. Запоріжжя) та фінального відбору (м. Київ) фестивалю «Червона рута-2008»;
- одні з шести лауреатів премії Найкращим музичним виконавцям 2008 року (м. Запоріжжя).

## Дискографія
- Літо з холодним дощем (2007)[недоступне посилання з липня 2019]
- Десь високо (2009)

## Учасники
- Дмитро Мажогін — бас-гітара,
- Сергій Жаровський — гітара,
- Михайло Дячков — ударні,
- Володимир Єгунов — гітара,
- Анна Журавльова — вокал.